# 华山水库 (泌阳)
华山水库是中国河南省驻马店市泌阳县境内的一座水库，位于氵比河上，建于1960年。水库正常库容为2270万立方米，集雨面积为76平方千米，海拔为179米。